# Türkei-Rundfahrt 2010
Die 46. Türkei-Rundfahrt (Presidential Cycling Tour of Turkey) fand vom 11. bis 18. April 2010 statt. Das Rad-Etappenrennen war Teil der UCI Europe Tour 2010 und wurde in acht Etappen ausgetragen.

## Etappen
| Etappe | Tag       | Start – Ziel          | Art              | km    | Etappensieger     | Führender         |
| ------ | --------- | --------------------- | ---------------- | ----- | ----------------- | ----------------- |
| 1.     | 11. April | İstanbul – İstanbul   | Einzelzeitfahren | 05,8  | André Greipel     | André Greipel     |
| 2.     | 12. April | Kuşadası – Turgutreis |                  | 181   | André Greipel     | André Greipel     |
| 3.     | 13. April | Bodrum – Marmaris     |                  | 166   | Giovanni Visconti | Rein Taaramäe     |
| 4.     | 14. April | Marmaris – Pamukkale  |                  | 209   | Giovanni Visconti | Giovanni Visconti |
| 5.     | 15. April | Denizli – Fethiye     |                  | 221   | André Greipel     | Giovanni Visconti |
| 6.     | 16. April | Fethiye – Finike      |                  | 184   | André Greipel     | Giovanni Visconti |
| 7.     | 17. April | Finike – Antalya      | Flachetappe      | 114   | Elia Viviani      | Giovanni Visconti |
| 8.     | 18. April | Antalya – Alanya      | Flachetappe      | 157,8 | André Greipel     | Giovanni Visconti |

## Trikots im Rennverlauf
| Etappe | Gesamtwertung     | Punktewertung     | Bergwertung       | Sprintwertung     | Teamwertung       |
| ------ | ----------------- | ----------------- | ----------------- | ----------------- | ----------------- |
| 1.     | André Greipel     |                   |                   |                   | Team HTC-Columbia |
| 2.     | André Greipel     | André Greipel     | Tomasz Marczyński | Tomasz Marczyński | Footon-Servetto   |
| 3.     | Rein Taaramäe     | Giovanni Visconti | Diego Caccia      | Tomasz Marczyński | FDJ               |
| 4.     | Giovanni Visconti | Giovanni Visconti | Diego Caccia      | Giovanni Visconti | ISD-Neri          |
| 5.     | Giovanni Visconti | André Greipel     | Rémi Pauriol      | Giovanni Visconti | Footon-Servetto   |
| 6.     | Giovanni Visconti | André Greipel     | Rémi Pauriol      | Christophe Kern   | ISD-Neri          |
| 7.     | Giovanni Visconti | Giovanni Visconti | Rémi Pauriol      | Christophe Kern   | Skil-Shimano      |
| 8.     | Giovanni Visconti | André Greipel     | Rémi Pauriol      | Christophe Kern   | Skil-Shimano      |